# Marila biflora
Marila biflora är en tvåhjärtbladig växtart som beskrevs av Ignatz Urban. Marila biflora ingår i släktet Marila och familjen Calophyllaceae. Inga underarter finns listade i Catalogue of Life.